# Krzysztof Malkiewicz
Krzysztof J. Malkiewicz, Kris Malkiewicz (ur. 22 lutego 1931 w Krakowie) – polski i amerykański reżyser i operator filmowy, wykładowca California Institute of the Arts, autor książek.

## Życiorys
Odebrał wykształcenie filmowe w Państwowej Wyższej Szkole Filmowej, Telewizyjnej i Teatralnej im. Leona Schillera w Łodzi, gdzie uzyskał tytuł magistra sztuki na Wydziale Operatorskim. Jego wcześniejsze studia zaowocowały licencjatem etnografii i tytułem magistra historii sztuki na Uniwersytecie Jagiellońskim w Krakowie.
W 1965 roku dołączył do irlandzkiej telewizji RTÉ w Dublinie.
W latach 1967–1968 nauczał filmu na wydziale filmowym Politechniki w Londynie.
Latem 1968 roku został zaproszony do udziału w tworzeniu CalArts, gdzie od początku istnienia uczelni nauczał kinematografii w różnych jej aspektach. Pracował tam do 2007 roku, do chwili przejścia na emeryturę. Widząc potrzebę odpowiedniego podręcznika napisał i opublikował w 1973 roku Cinematography, która stała się "klasycznym" podręcznikiem używanym w szkołach filmowych na całym świecie.
W swojej twórczości filmowej Malkiewicz rozwinął gatunek dokumentu osobistego.
W 2003 był członkiem głównego jury podczas Międzynarodowego Festiwalu Sztuki Autorów Zdjęć Filmowych Camerimage w Łodzi, a w 2014 jurorem w Konkursie debiutów operatorskich Camerimage w Bydgoszczy.
W 2016 roku powrócił na stałe do rodzinnego Krakowa, po ponad 50 latach spędzonych na emigracji.

## Edukacja
- 1949 – matura w liceum im B. Nowodworskiego w Krakowie.
- 1950–1953 – studia w zakresie etnografii na Uniwersytecie Jagiellońskim – dyplom I stopnia;
- 1953–1956 – studia w zakresie historii sztuki na Uniwersytecie Jagiellońskim – dyplom magisterski;
- 1957–1962 – studia na wydziale operatorskim Państwowej Wyższej Szkoły Teatralnej i Filmowej w Łodzi – dyplom magisterski.

## Praca
- 1957–1959 – Asystent operatora, Crawley Films, Ottawa, Kanada;
- 1965–1967 – Reżyseria 7 filmów dokumentalnych dla irlandzkiej telewizji w Dublinie. Seria “Discovery”;
- 1967–1968 – Wykładowca na wydziale filmowym The Polytechnic w Londynie;
- 1968–2007 – Wykładowca sztuki i techniki operatorskiej w School of Film, w  California Instutute of the Arts.  Był jednym z organizatorów tego wydziału.

## Filmografia

### jako operator
- 1960 Sierpniowy upał[5] (etiuda) – reż. Stefan Szlachtycz;
- 1960 Według rozkazu[6] (etiuda) – reż. Andrzej Trzos-Rastawiecki;
- 1961 Szkoła bez tablic[7] (dokument) – reż. Andrzej Trzos-Rastawiecki, Łódź. 2. nagroda na festiwalu w Helsinkach;
- 1962 Czarna Pompea[8] (dokument) – reż. Mira Hamermesh, Łódź;
- 1969 “The Immortals”. reż. Morton Subotnick, Los Angeles (komponenty filmowe do multimedia show);
- 1972 “Composition I, II & III”. reż. Mel Powell(inne języki), Los Angeles (komponenty filmowe do multimedialnego show Pasadena Art Museum).

### jako reżyser i operator
- 1965–66 seria dokumentalna "Discovery", epizod pt. "A Stranger's Notebook on Dublin" dla RTÉ[9][10];
- 1969 Cal-Arts Ground Breaking and Construction[11] (dokument) – historia tworzenia CalArts;
- 1972 “T’ai Chi Ch’uan” – film instruktażowy, Valencia(inne języki), Kalifornia;
- 1976 Déja vu – osobisty film eksperymentalny, Valencia, Kalifornia;
- 1995 Krakow journal: Obsessive Memories – film oparty na osobistych wspomnieniach, Valencia, Kalifornia;
- 2004 Przesłuchanie[12] – film oparty na wspomnieniach matki Jadwigi Malkiewiczowej, więzionej przez osiem lat jako więzień polityczny w stalinowskiej Polsce, Valencia, Kalifornia.

## Autor książek
- 1973 Cinematography – ISBN 978-0-7432-6438-9
- 1986 Film Lighting: talks with Hollywood's Cinematographers and Gaffers – ISBN 978-1-4391-6906-3
- 1994 W więzieniu i na wolności, 1947-1956 – ISBN 978-83-85222-33-0
- 2018 Życiorysy z pamięci – ISBN 978-83-7856-727-1

## Życie prywatne
Jego ojciec, Zdzisław Donat Marian (ur. 10 stycznia 1893, zm. 1973), por. Wojska Polskiego, był lekarzem pediatrą, doktorem nauk medycznych, w czasie wojny wykładał pediatrię w Polskiej Szkole Medycznej przy Uniwersytecie w Edynburgu, w Szkocji. Po wojnie, do końca lat sześćdziesiątych praktykował medycynę w Wielkiej Brytanii, był między innymi ordynatorem Szpitala Pediatrycznego w Penley Hall pod Liverpoolem.
Jego matka, Jadwiga Malkiewiczowa (1903–1986) née Doboszyńska została aresztowana w 1947 roku, w związku z tajnym przyjazdem do kraju jej brata Adama Doboszyńskiego, aresztowanego i bezpodstawnie oskarżonego o szpiegostwo na rzecz Amerykanów, skazanego na śmierć i straconego w 1949 r. Za rzekomą współpracę ze szpiegiem została poddana trzyletniemu śledztwu z torturami i skazana na 10 lat więzienia. Spędziła osiem lat w więzieniach: mokotowskim w Warszawie, Fordonie koło Bydgoszczy i Inowrocławiu. W 1967 dołączyła do męża w Anglii. Była autorką wydanego drukiem pamiętnika Wspomnienia więzienne (wydanie powielaczowe, Lublin "Antyk", 1987). Po latach starań rodziny i przyjaciół, 29 kwietnia 1989 Sąd Najwyższy ostatecznie oczyścił ze wszystkich powojennych zarzutów i pośmiertnie zrehabilitował Adama Doboszyńskiego i Jadwigę Malkiewiczową. 22 stycznia 2008 Jadwiga Malkiewiczowa została pośmiertnie odznaczona przez prezydenta Lecha Kaczyńskiego Krzyżem Komandorskim Orderu Odrodzenia Polski.
Jego starszy brat Andrzej (ur. 1927) po wyjeździe do Wielkiej Brytanii wykładał historię na Uniwersytecie w Edynburgu w Szkocji, zbierając w tym czasie niezwykłą kolekcję rzadkich książek i rękopisów. Podarował tę kolekcję uniwersytetowi w 2013 roku. Znajduje się w niej około 300 drukowanych artykułów, głównie zbiór broszur powstałych podczas Rewolucji Francuskiej. Najwcześniejszym wydaniem jest wydanie Sallusta wydrukowane w Wenecji w 1474 roku. Znajduje się tam również ponad 40 rękopisów, począwszy od listu podpisanego przez Karola IX króla Francji w 1568 roku, do rozkazów Napoleona Bonapartego cesarza Francuzów.
2-krotnie żonaty: Judy A Toner, Irlandka (1968-1975), Anna Domańska (od 1983).